# Muñequitas porteñas
Pour plus de détails, voir Fiche technique et Distribution.
Muñequitas porteñas est un film argentin réalisé par José A. Ferreyra, sorti en 1931. C'est le premier film argentin avec dialogues, bien que les disques du procédé Vitaphone ne soient plus disponibles,.

## Fiche technique
- Titre : Muñequitas porteñas
- Réalisation : José A. Ferreyra
- Scénario : José A. Ferreyra
- Musique : Francisco Lomuto
- Photographie : Gumer Barreiros et Tadeo Lempard
- Montage :
- Production : Adolfo Z. Wilson
- Pays :  Argentine
- Genre : Comédie dramatique
- Durée : 73 minutes (version originale) ; 48 minutes (version restaurée)
- Date de sortie : 1931

## Distribution
- Antonio Ber Ciani	: Rodolfo
- María Turgenova : María Esther
- Mario Soffici : Don Antonio
- Floren Delbene : Alberto
- Arturo Forte : Héctor Laborda
- Dionisio Giácomo : Marinero
- Laura Montiel : Adela
- Serafín Paoli : Don Nicola
- Edel Randon : Blanca
- Rivela Toñetti : Margot
- Julio Bunge : Peluquero

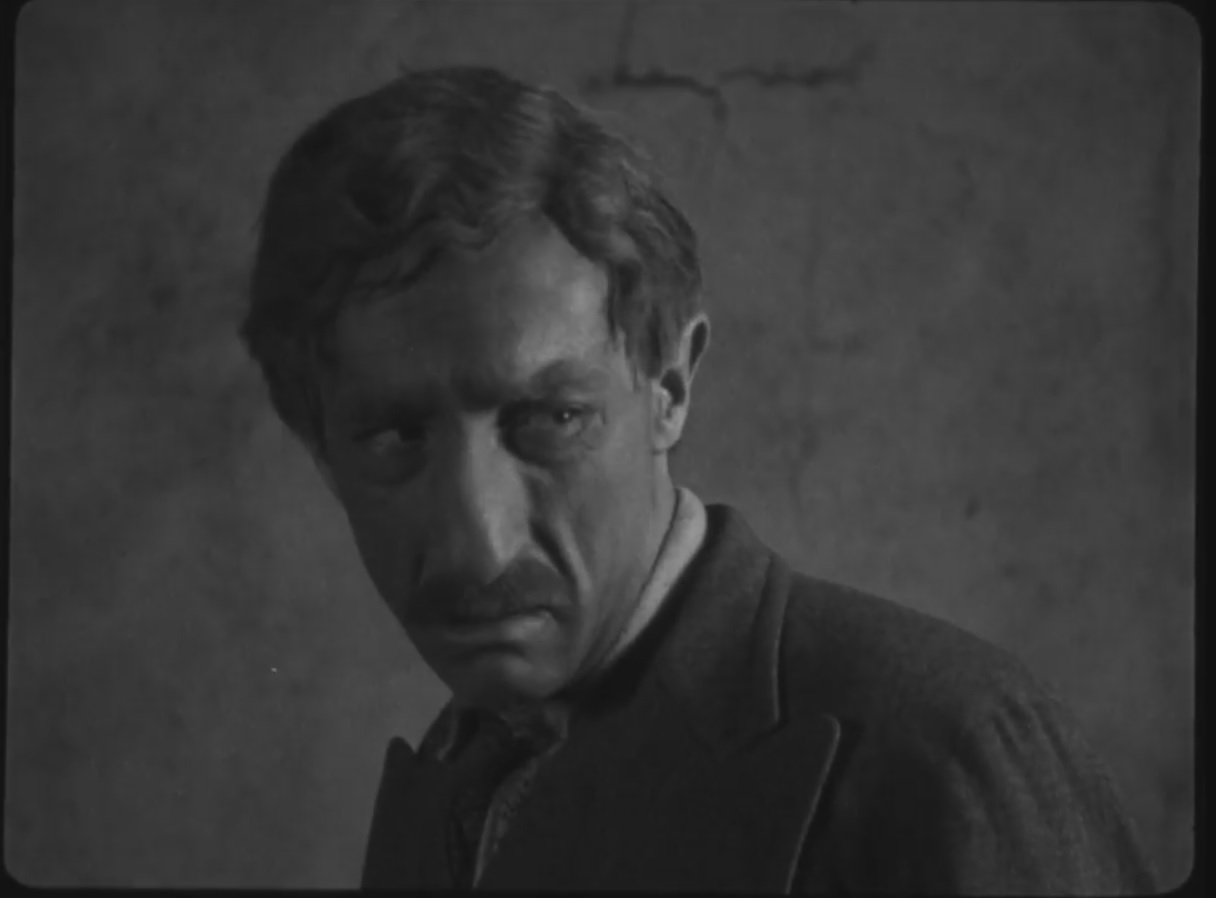
Mario Soffici
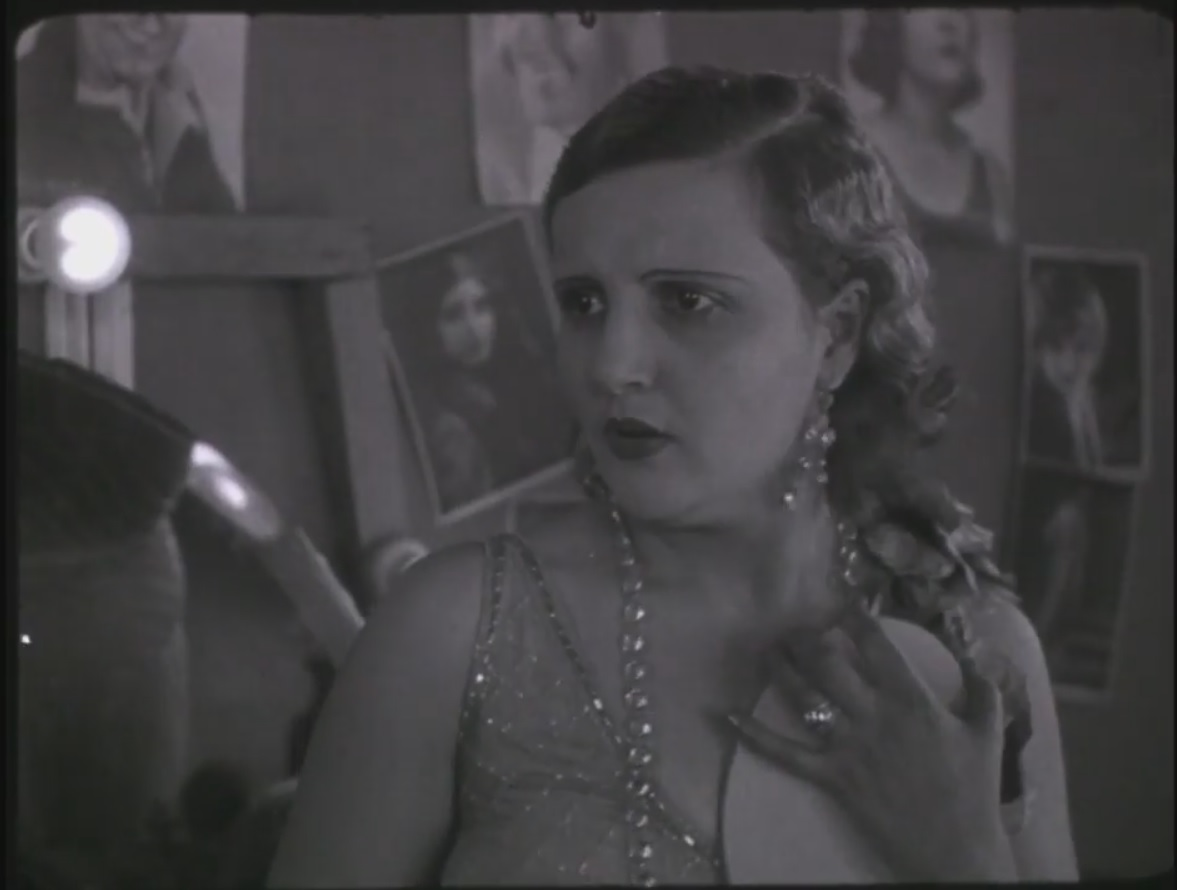
María Turgenova
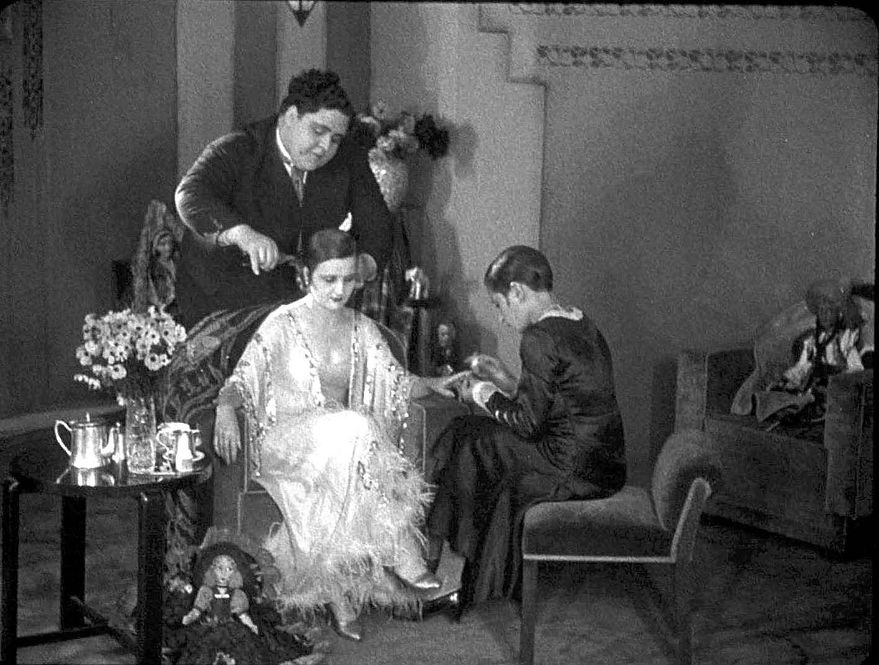
Une scène du film